# 6П3С

Внешний вид 6П3С с цилиндрическим баллоном

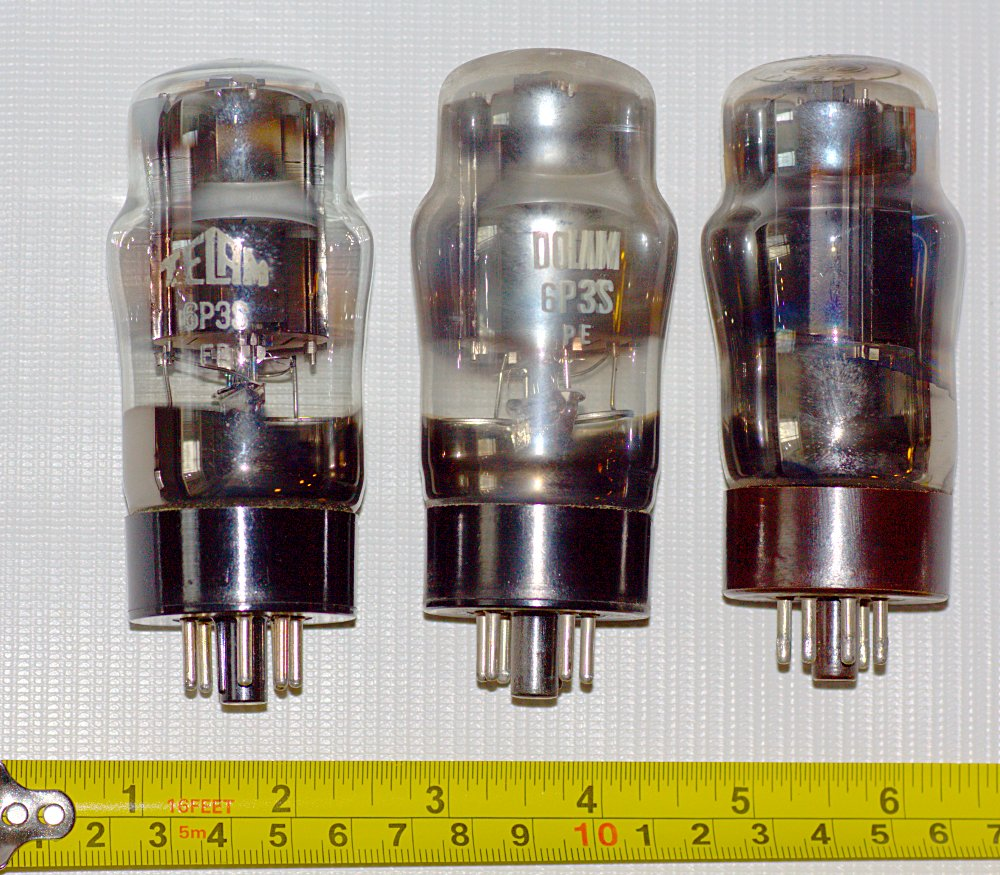
Варианты 6П3С польского производства

Радиолампа 6П3С — лучевой тетрод для усиления низкой частоты, применялся в бытовой радиоаппаратуре в выходных каскадах усилителей низкой частоты.
Её история восходит к 1935 году, когда компания RCA выпустила лампу 6L6. С началом войны в СССР по ленд-лизу стала поступать американская радиоаппаратура, и развернулось собственное производство аналогов американских ламп. В то время существовал разнобой в системе обозначений советских радиоламп, и клоны RCA 6L6 выпускались под названиями 6Л6, 6L6, 6Л6С, 6П3, 6П3С. С вводом в 1951 году ГОСТ 5461-50, установившим современную систему обозначений, было окончательно принято название 6П3С.
Лампы выпускалась с пластмассовым и металлическими октальными цоколями, сначала в металлическом баллоне, а позже в стеклянном. Стеклянный баллон мог быть цилиндрическим и фигурным (коническим с цилиндрической верхней частью). Лампа применялась, в частности, в передатчике танковой радиостанции 9-РМ, в выходных каскадах бытовых радиоприёмников первого и высшего класса (для приемников 2 и 3 класса специально разработали менее мощную и более дешевую лампу 6П6С), в трансляционных усилителях НЧ.
Существовал вариант 6П3С-Е с повышенной надёжностью и сроком службы (5000 часов против 500 у обычной лампы).
Широкую известность «шестьпэтройка» приобрела в связи с радиолюбительством и радиохулиганством. 6П3С была одной из самых мощных среди широкодоступных ламп и неплохо работала на частотах до нескольких мегагерц, поэтому её часто применяли в самодельных радиопередатчиках — в оконечных и предоконечных каскадах усилителя мощности и модулятора. В честь 6П3С назван даже существующий ныне сайт российских радиооператоров-нелегалов.
В генераторной лампе Г-807 использовалась такая же электродная система, что и в 6П3С, но она имела керамическую изоляцию анода и баллон увеличенных размеров, благодаря чему могла рассеивать на аноде бо́льшую мощность.